# La Media Docena
La 1/2 Docena (o La Media Docena) es un grupo humorístico costarricense, sus miembros fundadores son Mario Chacón, Daniel Moreno y Érik Hernández, formado en 1994. Tenían su propio programa televisivo, El Show de la Media Docena, y un programa radial, Platicomedia. En 2014 el grupo estrenó su primer largometraje Maikol Yordan de Viaje Perdido, en el 2018 estrenaron la segunda película que fue Maikol Yordan 2: La cura lejana y después hicieron otra película titulada Mi papá es un santa, se iba estrenar en diciembre del 2020 pero por la Pandemia de Covid-19 se atraso el estreno y se estrenó en noviembre del 2021.

## Historia

### Inicios
Los miembros de La 1/2 Docena se conocieron en la escuela privada Saint Francis, donde todos cursaron estudios. Ya para la secundaria, Mario y Daniel hacían actos cómicos musicalizados por Érik; todos ellos eran compañeros de curso. Édgar, un grado menor, también realizaba actos humorísticos en su clase.
En 1994, para cuando los integrantes estaban en la universidad, Mario le pidió ayuda a Gabriel Salas (un compañero), Luis Cañizales (un primo suyo), y a Daniel para hacer un sketch cómico en una actividad familiar. Gabriel les recomendó para colaborar a un excompañero de colegio, quien resultó ser Édgar. Aunque en esa ocasión Daniel no pudo asistir, sí pudo hacerlo posteriormente durante una presentación que hicieron en un bar. Para esta presentación, el grupo ya tenía un logo (cinco huevos llorando alrededor de un huevo frito) y un nombre: "La media docena menos uno". Cabe destacar que esta es la única presentación donde el nombre coincide con el número de integrantes, ya que Salas salió del grupo poco después.
Entre 1994 y 1996, se siguieron presentando en bares, con sketches y canciones paródicas, de entre las que destaca "Historia de un pirata", parodia de "Historias de Taxi" de Ricardo Arjona. Por ese entonces Luis Cañizales sale del grupo; a partir de entonces el grupo se llamó simplemente "La 1/2 Docena".
Entre 1997 y 1998, el grupo siguió presentándose en diversos bares, aunque con menor frecuencia. Por ese entonces su canción "Historia de un pirata" fue pasando de voz en voz, al punto que un grupo musical (que desconocía ya la autoría de la parodia) adoptó la canción como suya y se convirtió en un éxito radial.

### Actividad teatral
En 1999, con el apoyo del actor Álexander Campos, el grupo se presentó por primera vez en teatro con su obra La 1/2 Docena: ¡A escena!, estrenada el 11 de marzo. Para esta obra, se llama a Érik para la musicalización, quien acepta con gusto. Este show fue un éxito teatral, y culminó en mayo del año 2000, en el Teatro Melico Salazar y con las localidades agotadas. En el 2001, se presenta el segundo espectáculo, Un Dos X Tres. Érik se une oficialmente al grupo y desde entonces todos dejan sus anteriores obligaciones para dedicarse al grupo a tiempo completo. Para el año 2002, el grupo planeaba un tercer espectáculo, objetivo que logran sólo parcialmente. Su show ¿Qué hay de nuevo? incluía una mezcla entre sketches anteriores y otros creados para la ocasión. Ya para el 2003 crean un cuarto espectáculo, totalmente compuesto por material creado por ellos, al que se tituló Telepar'odiar, donde una televisora ficticia (CBFO) transmite programas de televisión inventados por ellos. Ese mismo año sacan su primer DVD, La 1/2 Docena... ¡en vivo!, y en el 2004 sacan el segundo, basado en Telepar'odiar. En el 2007 estrenan su quinto espectáculo teatral, La 1/2 Docena. Su Historia, que es básicamente un repaso de sus obras teatrales y de televisión; esto último se tratará más adelante.

### El Show de la 1/2 Docena
En el 2005, tras negociar con la televisora costarricense Teletica, el grupo inició su programa televisivo, El Show de la 1/2 Docena, estrenado el 20 de julio a las 8 PM. Conscientes de que su humor era inusual en la televisión costarricense, usaron el lema "No es más de lo mismo, es diferente"; según el grupo, como forma de declarar que su humor no era ni mejor ni peor que el ya existente. Uno de sus detalles característicos fue integrar anuncios paródicos hechos por ellos mismos entre los anuncios comunes, para reducir el zapping.
Para la segunda temporada, estrenada a mediados del 2006, agregan cortinillas musicales y cortos temáticos en varios puntos del programa, con el fin de darle más fluidez. Este año participaron en los Premios Emmy Internacionales, y lograron calificar entre los primeros 7 puestos (el ganador fue la serie inglesa Little Britain).
La tercera temporada inició a mediados del 2007. A finales de año, el director del programa, Hernán Jiménez, renunció, y los últimos programas fueron dirigidos por Marco Calvo. En el mes de septiembre, el grupo fue invitado por el gobierno de Costa Rica para una presentación en la Ciudad de México, donde contactaron a varios artistas humorísticos de ese país.
En el 2008 inició la cuarta temporada, con un nuevo director, Manuel Granda. Ese año, aprovechando los contactos hechos durante su viaje a México, el grupo hace arreglos para que Chespirito haga una presentación en el país de su obra 11 y 12, en abril de ese mismo año.

### Platicomedia
En el 2009, el grupo inició un proyecto alterno a sus presentaciones en televisión y teatro, un programa radial llamado Platicomedia. En este programa, los miembros del grupo charlan en forma informal con varios invitados, principalmente nacionales, sobre temas diversos y de actualidad.

## Integrantes actuales

### Mario Chacón
Nació el 26 de octubre de 1975. Cursó las carreras de Publicidad y Mercadeo. Es uno de los miembros más versátiles del grupo, haciendo papeles tan dispares como el de VJ Campos, el Chef Armando, Mario Celeste, Randy "La mariposa de los camerinos" o Maikol Yordan Soto Sibaja.

### Daniel Moreno
Nació el 9 de diciembre de 1974. Cursó Economía e Ingeniería Civil. Es el encargado de escribir los guiones. Algunos de sus personajes más entrañables incluyen a Demasiado Honesto y el Tío Consejo.

### Érik Hernández
Nació el 12 de noviembre de 1975 en los Estados Unidos, pero reside en Costa Rica (de donde son sus padres originarios) desde los dos años de edad. Es graduado de Música, Química e Ingeniería Química. Es el encargado de la musicalización de los sketches del grupo. En el año 2009 contrajo matrimonio con su pareja sentimental, Adriana Rodríguez. Algunos de sus papeles notables son los de El Jefe, Enrique Palacios, Walter Pizarro y Augusto Buenaventura.

## Exintegrante

### Édgar Murillo
Nació el 11 de mayo de 1976. Estudió las carreras de Administración de Negocios y Mercadeo. Participó en la primera edición de Cantando por un sueño (Costa Rica). Algunos de sus principales personajes fueron Ronny Durán y Marco Ferlini, el asistente del Chef Armando. 
El 3 de octubre del 2021, tras 25 años de formar parte del cuarteto,  el actor anunció su salida del grupo por proyectos personales.

## Personajes

### El Chef Armando
Interpreta: Mario Chacón
Un chef del programa matutino de CBFO, "Buenos días vagabundos", quien debe lidiar con su inepto asistente, Marco Ferlini. Nunca logra terminar una receta, puesto que cuando va a comenzar a realizarla, Marco siempre dice algo del tipo "ahora solo falta combinar los ingredientes y se va Armando", con lo que termina abruptamente el programa. Lo caracterizan sus bizarras recetas para postres. Es muy serio, rara vez se le ha visto sonreír.

### VJ Campos
Interpreta: Mario Chacón
Su nombre completo es Vryan Jacinto Campos y tiene a su cargo un programa musical en televisión. Es el estereotipo del presentador de música, gran ligador y demasiado confiado en sus escasos conocimientos. Curiosamente, por cuestiones de tiempo, casi nunca puede presentar ningún video.

### Demasiado Honesto
Interpreta: Daniel Moreno
Un tipo altamente moralista, que jamás miente ni se guarda ningún secreto, para molestia de todos a su alrededor.

### Ronny Durán
Interpreta: Édgar Murillo
Viste a la moda de los 50 y su temperamento es altamente voluble e irritable, al punto de que se queja por prácticamente todo lo que le dicen.

### Augusto Buenaventura
Interpreta: Érik Hernández
Un poeta que dice todas las palabras en verso y enfurece a las personas que le preguntan.

### Tío Consejo
Interpreta: Daniel Moreno
Presentador del Programa del Tío Consejo, de corte infantil y educativo, aunque esto nunca lo cumple. Es muy irascible y más de una vez casi utiliza lenguaje soez, indistintamente de su público.

### El Jefe
Interpreta: Érik Hernández
Una persona que siempre cuando le dicen algo el cambia de opinión y hace otra cosa. 

### Maikol Yordan Soto
Interpreta: Mario Chacón
Campesino poco conocedor de la ciudad, que fue a esta para buscar empleo en cualquier labor honrada. Cada vez que solicita un trabajo, deja en manifiesto su sencillez y su escasa preparación laboral.

### Jacinto, el Exagerador
Interpreta: Daniel Moreno
Un hombre que siempre exagera mucho y siempre cuando le dicen algo siempre responde Se queda corto y dice algo más exagerado.

### Enrique Palacios
Interpreta: Érik Hernández
Reportero de campo de NotiMomentos, se encarga de hacer las entrevistas a las personas relacionadas con las noticias que reporta. Cada vez que entrevista a una persona, Enrique la interrumpe y le termina la frase, lo cual exaspera a la mayoría de sus entrevistados.

### Alex Sanders
Interpreta: Mario Chacón
El presentador del programa Noche de Estrellas, quien, a pesar de creer saber todo, hace gala de su ignorancia delante de una amplia gama de invitados, a los que siempre subestima.

### El sabelotodo
Interpreta: Érik Hernández
Parece un simple conserje, pero en realidad es un hombre muy conocedor y culto, que termina siendo perjudicial para todos los que lo contratan y para los clientes. 

### Leo Van Schie
Es de origen holandés, y aunque no es un personaje propiamente dicho (simplemente actúa como él mismo) es bastante conocido por su actividad en los créditos del programa de televisión. En las primeras temporadas (donde los créditos consistían en un casting para una obra de teatro) él participaba como uno de los actores que iban a audicionar, pero siempre confundía una obra con otra, con resultados hilarantes. En temporadas posteriores, él ha estado encargado de cantar una canción (Life is a beautiful thing) en ritmos tan dispares como música clásica, hip-hop, salsa o música china. Para la sexta temporada, se volvió a los cástines durante los créditos.

## Películas
- 2014 Maikol Yordan de viaje perdido
- 2018 Maikol Yordan 2: La cura lejana
- 2021 Mi papá es un santa
- 2025 Maikol Yordan regresa... A clases